# Hélio Ziskind
Hélio Ziskind (São Paulo, 6 de setembro de 1955) é um músico e compositor brasileiro.

## Biografia
Cursou Composição no Departamento de Música da ECA/USP (1975 a 1982), em São Paulo.
Fez parte do Grupo Rumo, foi consultor musical na TV Cultura de São Paulo entre 1985 a 1993. Na TV Cultura se destacou por compor temas para os programas Roda Viva, Repórter Eco, Vitrine, Vestibulando, Nossa Língua Portuguesa, Rá-Tim-Bum, Castelo Rá-Tim-Bum, X-Tudo e Cocoricó, entre outros.
Em 1997 lançou o álbum Meu Pé Meu Querido Pé, gravado pela Velas e distribuído pela Gravadora Eldorado, reunindo temas de programas como Cocoricó, Castelo Rá-Tim-Bum, Banho de Aventura, Glub-Glub e X-Tudo além de incluir uma versão musicalizada do poema "Plutão", do escritor Olavo Bilac. Em 2004, a MCD relançou o álbum.

## Composições Famosas

### Jingles
Entre seus jingles mais famosos estão o "Tema da Ultragaz", "Não Deixa Apagar a Chama" (composta para a Johnson & Johnson), "Centopéia" (utilizada no comercial de uma sandália) e "O Começo de Tudo" (num comercial em que uma mãe troca a primeira roupa do seu filho).

### Canções
Entre as músicas famosas de Ziskind estão as que compostas especialmente para os programas de TV, entre os quais Cocoricó e Castelo Rá-Tim-Bum, como, por exemplo, a do Ratinho Tomando Banho e "Que Som É Esse?".

## O rumo de sua arte
- Em 1989 compôs o famoso jingle usado pela empresa Ultragaz.
- Em outubro de 2000 lançou seu segundo CD infantil: O Gigante da Floresta, sob a bandeira da Eldorado Distribuidora Fonográfica.
- Em agosto de 2001 lançou o projeto Lá Vem Pipoca, envolvendo shows, um site (web.archive.org - lavempipoca.com.br) e uma coleção de CDs infantis.
- Prêmio da Associação Paulista de Críticos de Arte (APCA) de melhor música (1987).
- TV Cultura: Consultor Musical da TV Cultura de São Paulo entre 1992 e 1994. Composições realizadas: Temas institucionais da TV Cultura, Aberturas para Jornal da Cultura, Opinião Nacional, Roda Viva, Repórter Eco, Vitrine, Vestibulando, Nossa Língua Portuguesa, Glub Glub, Castelo Ra tim bum, Lá vem história, X-Tudo, formatação das chamadas e interprogramas. Consultor pedagógico do programa Castelo Ra Tim Bum para a área de música.
- Guia Digital Estadão - 24ª Bienal de São Paulo: Criação e direção artística do guia digital (CD áudio); 79 faixas com análises e comentários de obras da 24ª Bienal de São Paulo.
- Guia Digital Estadão- Brasil + 500 Anos -Mostra do Redescobrimento: 3 CDs explicando os conceitos básicos da grande mostra, com entrevistas e trilha sonora.
- "Cabeça de Músico": série de 8 programas produzidos para a Rádio Cultura FM (1985), analisando a obra "Música para 18 Músicos" do compositor americano Steve Reich, revelando seu processo de composição e,ao mesmo tempo, estabelecendo relações com outros exemplos musicais que também se utilizam de procedimentos de defasagem temporal.
- "O Som e o Sint": CD que acompanha o livro "O Som e o Sentido" de José Miguel Wisnik, ed. Companhia das Letras e Círculo do Livro (1986). Análises sonoras de exemplos significativos de 3 sistemas musicais: modal, tonal e dodecafônico.
- "Einstein on the Beach" - Transmissão da ópera de Phillip Glass, pela Rádio Cultura FM, em Novembro de 1987. Análise dos procedimentos composicionais de Phillip Glass, tradução dos trechos falados e reconstituição dos trechos musicais durante a própria transmissão da ópera.
- Tradução: "Schoemberg", de René Leibowitz; ed. Perspectiva, 1981.
- Convidado pelo Programa de Pós Graduação em Semiótica e Comunicação da PUC de São Paulo para concepção e implantação do Laboratório de Linguagens Sonoras, com financiamento da FAPESP.
- Em 2009, em parceria com o São Paulo Futebol Clube, compôs canções que retraram a história deste clube do futebol brasileiro, cujo disco leva o nome de "Coração de 5 Pontas", e mais uma vez, o público alvo do disco foram as crianças.[carece de fontes?]
- Em 2010, voltou a se reunir com os demais integrantes do Grupo Rumo, lançando o CD 'Sopa de concha'[4]